# Paradoncholaimus elegans
Paradoncholaimus elegans är en rundmaskart som beskrevs av Hans August Kreis 1932. Paradoncholaimus elegans ingår i släktet Paradoncholaimus och familjen Oncholaimidae. Inga underarter finns listade i Catalogue of Life.